# Chicago Mustangs
Chicago Mustangs – amerykański klub piłkarski z Chicago, w stanie Illinois. Drużyna występowała w lidze USA (1967) i NASL (1968), a jego domowym obiektem był Comiskey Park. Zespół istniał w latach 1967-1968.

## Historia
Klub został założony w latem 1967 roku i początkowo składał się z piłkarzy włoskiego Cagliari Calcio, którzy wyjechali za ocean w ramach przygotowania do sezonu 1967/1968. Wkrótce klub przejął Arthur Allyn Jr. - właściciela Artnell Corporation i klubu ligi baseballowej MLB - Chicago White Sox. Klub najpierw występował w lidze USA, złożonej z zespołów importowanych z lig zagranicznych, a potem w 1968 roku przeniósł się do ligi NASL. W swoim jedynym sezonie w lidze NASL zajął 2. miejsce w Lakes Division i nie zakwalifikował się do fazy play-off rozgrywek. Po sezonie 1968 klub został rozwiązany. Klub reaktywowano w 2012 roku utworzono halową drużynę Chicago Mustangs, która obecnie występuje w lidze MASL.

## Osiągnięcia
Największą gwiazdą drużyny był Polak John Kowalik, który z 30 golami został Królem strzelców NASL, a także dostał nagrody Odkrycia NASL oraz MVP NASL.

### Nagrody indywidualne
Król strzelców NASL
- John Kowalik - 1968

Odkrycie Roku NASL
- John Kowalik - 1968

MVP NASL
- John Kowalik - 1968

Jedenastka Sezonu NASL
- 1968: John Kowalik

## Sezon po sezonie
| Sezon | Liga | Z  | R | P  | Pkt | Sezon                                               | Playoff                | Śr. frekwencja |
| ----- | ---- | -- | - | -- | --- | --------------------------------------------------- | ---------------------- | -------------- |
| 1967  | USA  | 3  | 7 | 2  | 13  | 3.miejsce, Dywizja Zachodnia, Konferencja Zachodnia | Nie zakwalifikował się | 4,207          |
| 1968  | NASL | 13 | 9 | 10 | 164 | 2.miejsce, Dywizja Lakes, Konferencja Wschodnia     | Nie zakwalifikował się | 2,463          |

## Trenerzy
- 1967:  Malio Scopigno
- 1968:  George Meyer